# جريج هنت
جريج هنت (بالإنجليزية: Greg Hunt)‏ (و. 1965 – م) هو سياسي، من أستراليا، ولد في ملبورن.

## مناصب
تولى منصب Minister for Sustainability, Environment, Water, Population and Communities (Australia) (منذ 18 سبتمبر 2013)، وعضو مجلس النواب الاسترالى.

## التعليم
تعلم في جامعة ملبورن، وجامعة ييل.